# Zeta Hydri
Zeta Hydri, được Latin hóa được viết là ζ Hydri, là một ngôi sao đơn lẻ, trong khu vực phía nam của chòm sao Thủy Xà. Nó có thể nhìn thấy rõ bằng mắt thường với cường độ rõ ràng là 4,83.  Khoảng cách đến ngôi sao này có thể được ước tính từ sự thay đổi thị sai hàng năm của nó là 11,47 mas, cho thấy nó cách Trái Đất khoảng 284 năm ánh sáng. Nó đang di chuyển ra xa Mặt trời hơn với vận tốc hướng tâm là +3,6  km / s.
Quang phổ của ngôi sao này phù hợp với phân loại sao là A2 IV, cho thấy nó là một ngôi sao gần mức khổng lồ đang trong quá trình tiến hóa ra khỏi dãy chính khi nguồn cung cấp hydro ở mã của nó đang dần bị cạn kiệt. Nó có tốc độ quay rất nhanh, cho thấy tốc độ quay dự kiến là 116 km / s.  Điều này mang lại cho ngôi sao một hình dạng dẹt nhẹ với độ phồng xích đạo lớn hơn 5% so với bán kính ở hai cực. Nó có khối lượng gấp 2,4 lần khối lượng Mặt trời và kích thước gần gấp bốn lần bán kính của Mặt trời. Zeta Hydri có độ sáng đang tỏa ra 80 lần so với độ sáng của Mặt trời vào không gian từ không gian quang cầu của nó ở nhiệt độ hiệu dụng là 9.144   K.